# Marseille-Provence
Pour les articles homonymes, voir Marseille-Provence (homonymie).
Marseille-Provence est un territoire de la métropole d'Aix-Marseille-Provence. 
Le territoire comprend les 18 communes précédemment membres de la communauté urbaine Marseille Provence Métropole qui a fusionné au sein de la métropole le 1er janvier 2016. Avec plus d'un million d'habitants, Marseille-Provence est le territoire le plus peuplé de la métropole dont il concentre 57 % de la population. 

## Communes membres
Le territoire de Marseille-Provence est créé par un décret du 23 novembre 2015. Il comprend les 18 communes qui étaient jusqu'au 1er janvier 2016 membres de la communauté urbaine Marseille Provence Métropole.
| Commune                   | Population (2022) | Conseillers (depuis 2020) |
| ------------------------- | ----------------- | ------------------------- |
| Allauch                   | 21 404            | 2                         |
| Carnoux-en-Provence       | 6 872             | 1                         |
| Carry-le-Rouet            | 5 717             | 1                         |
| Cassis                    | 6 706             | 1                         |
| Ceyreste                  | 4 847             | 1                         |
| Châteauneuf-les-Martigues | 18 364            | 1                         |
| Ensuès-la-Redonne         | 5 796             | 1                         |
| Gémenos                   | 6 678             | 1                         |
| Gignac-la-Nerthe          | 10 030            | 1                         |
| La Ciotat                 | 37 599            | 4                         |
| Le Rove                   | 5 205             | 1                         |
| Marignane                 | 33 164            | 4                         |
| Marseille                 | 877 215           | 102                       |
| Plan-de-Cuques            | 11 504            | 1                         |
| Roquefort-la-Bédoule      | 5 784             | 1                         |
| Saint-Victoret            | 6 689             | 1                         |
| Sausset-les-Pins          | 7 556             | 1                         |
| Septèmes-les-Vallons      | 12 018            | 1                         |

## Administration

### Conseil de territoire
Le conseil de territoire comprend 128 membres qui siègent également au sein du conseil métropolitain. Jusqu'aux élections de 2020, le conseil de territoire comptait également les conseillers précédemment membres du conseil communautaire de Marseille Provence Métropole,,.

### Exécutif
Le conseil de territoire élit son président et peut élire jusqu'à 15 vice-présidents,. 
|   | Nom | Nom            | Parti | Date        | Autres mandats                                                               |
| - | --- | -------------- | ----- | ----------- | ---------------------------------------------------------------------------- |
| 1 |     | Guy Teissier   | LR    | 2016-2017   | Député des Bouches-du-Rhône Maire du Ve secteur de Marseille (jusqu'en 2014) |
| 2 |     | Jean Montagnac | LR    | 2017-2020   | Maire de Carry-le-Rouet                                                      |
| 3 |     | Roland Giberti | DVD   | Depuis 2020 | Maire de Gémenos                                                             |

### Compétences
À l'inverse de la communauté urbaine précédente ou des territoires de la métropole du Grand Paris, le territoire de Marseille-Provence n'a pas de personnalité morale : c'est un organe déconcentré qui agit pour le compte du conseil de la métropole.
Le conseil de territoire émet des avis aux questions soumises au conseil métropolitain et reçoit — de manière obligatoire de 2016 à 2020, puis selon le vote du conseil métropolitain à partir de 2020 — l'exercice de certaines compétences de la métropole. 
Le territoire et le conseil métropolitain sont liés par un « pacte de gouvernance, financier et fiscal » adopté à la majorité des deux tiers par le conseil de territoire. Ce pacte définit la stratégie dans l'exercice des compétences, les relations financières et la gestion du personnel,.